# Cavall andalús
Com a raça de cavalls en sentit modern el cavall andalús s'associa amb el cavall PRE («Pura Raça Espanyola»), un cavall de creació relativament recent, basat en cavalls criats originalment a Andalusia. Des de fa molts anys hi ha eguassades PRE per tot el món, algunes amb seu a Catalunya.
El concepte de cavall andalús és molt més ampli. D'una banda, afecta els cavalls ibèrics de la regió geogràfica corresponent a l'Andalusia actual, des de la seva suposada introducció fins a èpoques històriques.
La continuació cronològica, dins de la mateixa regió, implica considerar els cavalls dels ibers, celtes, tartessis, fenicis, grecs, cartaginesos i romans. Una altra sèrie històrica és la dels visigots, sueus, vàndals i alans. I també romans d'Orient i àrabs (entenent per «àrabs», en aquest cas, els invasors islàmics).
El llarg període de dominació musulmana és especialment important. A partir de la conquesta de Granada, pot considerar-se que hi ha un «cavall andalús tradicional», sense genealogies fixes però amb diversos tipus establerts i reconeguts. Una fita cabdal fou la «creació» del «cavall espanyol» per part de Felip II (Cavallerisses reials de Còrdova i expansió posterior a altres cavallerisses i eguassades).
La Guerra del Francès va suposar una davallada crítica en el sistema de cria dels cavalls andalusos tradicionals (que es mantingué de forma paral·lela a la del «Cavall espanyol»). La legislació oficial d'èpoques anteriors (que procurava protegir la cria de cavalls pel damunt de la de mules, principalment a Andalusia) no tingué mai gaire èxit. D'aquesta època es poden esmentar els cavalls cartoixans de la Cartoixa de Santa María de la Defensión a Jerez de la Frontera, els plans de cria de Godoy i la creació de l'eguassada d'Aranjuez.
L'any 1912 es va crear, per part de Cría caballar (organisme de l'exèrcit), el llibre genealògic del cavall de «Pura Raça Espanyola».
En tota mena de documents, i de manera semblant a altres races, els diversos conceptes exposats més amunt s'acostumen a barrejar de forma indiscriminada. El PRE no té res a veure, estrictament, amb el «Cavallo espanyol» de Felip II, ni amb els petits i resistents cavalls andalusos de Ronda del segle xix (molt aptes com a cavall de guerra). I, molt menys encara, amb els cavalls hispans de l'època romana que guanyaven curses en els circs. El PRE és un registre tancat que només inscriu animals de pura raça. Hi ha altres registres basats en el PRE i una certa imprecisió legal, amb judicis oberts, que caldrà veure com evolucionen.

## Característiques
Les característiques morfològiques típiques s'indiquen de forma detallada en la descripció del «prototipus racial». En versió reduïda són les següents:
- Cavall compacte i musculat. Aspecte poderós però lleuger.
- Alçada a la creu: 155-165 cm
- Coll fort i correctament corbat.
- Cua i crinera espesses.
- Cap mitjanament gran amb perfil lleugerament corbat i bombat.
- Ulls vius.
- Pit ample.
- Gropa rodona i poderosa.
- Aspecte elegant.
- Proporcions harmòniques.

### Pelatges
La normativa oficial diu textualment: «Pelo fino y corto. Son dominantes las capas tordas y castañas y admisibles otras».
A partir de les inscripcions en el Libro Genealógico hom pot comprovar que hi ha tres pelatges bàsics: negre, castany i alatzà. També hi ha pelatges diluïts crema, especialment els anomenats bai (equivalents al pelatge «falb crema»). Això implica la possibilitat de pelatges simplement diluïts crema (heterozigòtics) i doblement diluïts crema (homozigòtics). I, per tant, la possibilitat de pelatges falbs-crema, palominos, crems, perlins i negre-crems.
El modificador liart, tord o pèl d'estornell és molt freqüent en la raça i pot afectar tots els pelatges anteriors. No hi ha casos comprovats de cavalls PRE amb dilució dun. Hi ha algun cas d'una nova dilució anomenada «pearl». Hi ha algun cas de cavalls amb alguna taca blanca al cos (clarament diferent d'una marca blanca facial o un bausà) que, tècnicament, implicaria l'existència d'un patró tacat (de procedència hereditària o per mutació).
Entre els cavalls «andalusos tradicionals» i «espanyols de Felip II» hi havia pelatges variats, incloent-hi pelatges tacats i pigats.

## Història

### Seglexix
Sense oblidar les èpoques glorioses més llunyanes del passat, la cria de cavalls a l'estat espanyol en general, i a Andalusia en particular, estava en un estat crític a l'inici del segle xix tot i la legislació destinada a fomentar aquesta cria. La guerra de la Independència espanyola (Guerra del Francès) empitjorà molt les coses. Molts cavalls foren requisats i duts fora de l'estat. I molts altres moriren en combat. Les guerres carlines foren també del tot adverses a la cabana equina andalusa.
Alguns experiments per a «millorar» les castes de cavalls existents foren un fracàs i s'hagueren d'abandonar.

### Seglexx
La creació del Libro genealógico l'any 1912 per part de Cría Caballar (organisme depenent del Ministeri de la guerra d'aleshores) fou una mesura positiva de cara a mantenir la puresa dels exemplars fundadors. Alguns d'aquells cavalls foren animals d'una gran bellesa, amb un temperament excel·lent i una funcionalitat excepcional. Els millors PRE actuals mostren aquelles qualitats originals.
Entre el 1912 i el 1945 molts dels esforços destinats augmentar la quantitat i la qualitat dels PRE es perderen en la Guerra Civil Espanyola. Durant la República, l'organisme responsable de la raça PRE fou la «Yeguada nacional». Entre el 1945 i el 1966, acabada la guerra, la «Yeguada nacional» passà a anomenar-se «Yeguada militar», mantenint entre altres funcions la responsabilitat sobre el Libro genealógico. L'any 1966 els criadors portuguesos de cavalls PRE, considerant-se discriminats en la inscripció dels seus poltres, decidiren obrir un llibre genealògic propi: el Puro Sangue Lusitano.
Una altra etapa seria entre el 1934 i el 1973. Un aspecte important a destacar és el de les prestacions reals dels cavalls malgrat les vicissituds indicades. Especialment els problemes patits en el segle previ a la fundació del PRE. La documentació de les anomenades proves morfo-funcionals de selecció de guarans (guarans en el sentit de cavalls estalons) a la Coudelaria Nacional de Portugal indica que els cavalls andalusos importats, des de l'any 1937 fins al 1960, tenien unes capacitats físiques molt notables. En èpoques més recents hi ha cavalls PRE que han demostrat qualitats excepcionals.

Piaf
Pas espanyol
Trot
Galop curt

## Nom

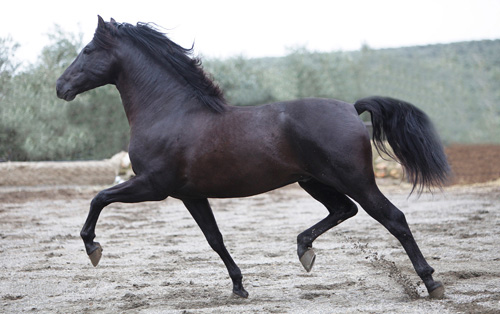
Cavall Pura Raça Espanyola

Pura Raça Espanyola és la denominació oficial que rep a Espanya la raça equina que internacionalment i històricament es coneix com a cavall andalús. Es tracta d'una nomenclatura creada el 1912 a partir de la locució anglesa purebred o purebreed. Cría Caballar, que depenia de l'Exèrcit, va obrir a Espanya el primer llibre per inscriure els cavalls de raça àrab, pura raça anglesa i anglo-àrab, decidint inscriure als tradicionalment anomenats cavalls andalusos com a «Pura Raça Espanyola», més tard abreujat com a PRE.
L'elecció d'aquesta nova denominació «Pura Raça Espanyola» (a partir de la locució anglesa purebred o purebreed), davant la tradicional «cavall andalús», és comprensible dins del corrent del Regeneracionisme que predominava a Espanya després del Desastre del 98 i tenint en compte que la cria de cavalls estaven en mans de l'estament militar i que Espanya en aquells dies era un estat centralista.
No obstant això, nombrosos catedràtics de la Facultat de Còrdova s'han mostrat partidaris de recuperar el nom històric, tradicional i internacional de la raça: cavall andalús. Entre els esmentats professors estan Rafael Castejón, Gumersindo Aparicio, Francisco Santiesteban, Manuel Gómez Lama i Eduardo Agüera Carmona.
Avui en dia l'Associació Nacional de Criadors de Cavalls de Pura Raça Espanyola (ANCCE), constituïda el 1972 i amb seu a Sevilla, és l'associació matriu del cavall de Pura Raça Espanyola a escala internacional i és l'encarregada del Llibre de registre de la raça a escala internacional i de l'organització anual del Saló Internacional del Cavall (SICAB), celebrat a Sevilla des de 1991. Des de 2002 està reconeguda pel Ministeri d'Agricultura espanyol com a associació col·laboradora.
La raça de cavalls de «Pura Raça Espanyola» (PRE) és una raça fundada l'any 1912 a partir dels millors cavalls andalusos disponibles en aquella època. Les característiques d'aquells cavalls fundadors poden extrapolar-se, en part, de les descripcions properes en el temps. El llibre genealògic és un llibre tancat que només registra els descendents de progenitors inscrits.

## Usos

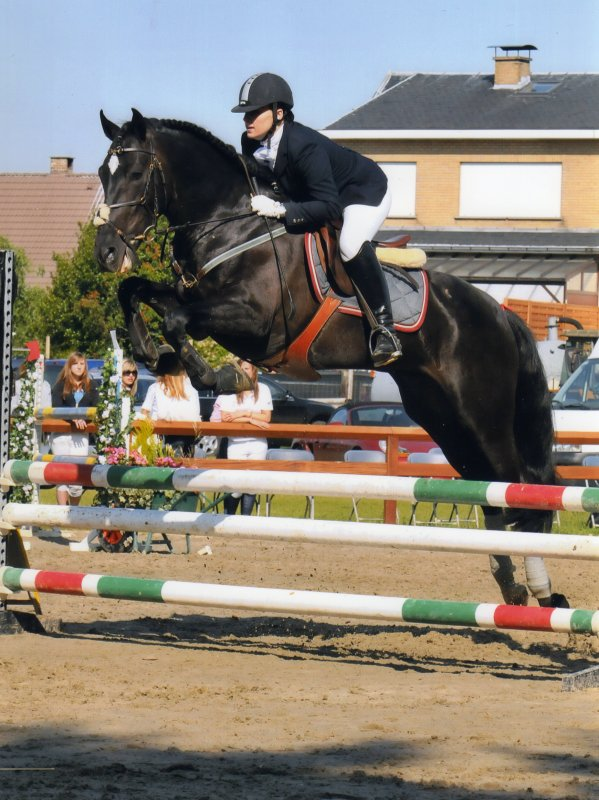
Un cavall andalús saltant.

La raça andalusa ha estat seleccionada constantment al llarg dels segles per a l'atletisme. Al segle xvii, referint-se a les curses de diversos quilòmetres, Cavendish va dir: «Eren molt més ràpids que tots els altres cavalls coneguts en aquella època fins al punt que cap altre cavall s'hi acostava, fins i tot en les nombroses curses notables que es van córrer.» El 1831, s'esperava que els cavalls de cinc anys poguessin galopar, sense canviar de ritme, entre 19 i 24 km. L'any 1925, l'exèrcit portuguès esperava que els cavalls «cobrissin 40 km sobre terreny irregular a una velocitat mínima de 10 km/h, i que galopessin un curs pla de 8 km a una velocitat mínima de 800 metres per minut amb un pes d'almenys 70 kg», i els militars espanyols tenien estàndards similars.
Des dels inicis de la seva història, els andalusos han estat utilitzats tant per muntar com per conduir. Entre els primers cavalls usats per a la doma clàssica, encara al segle xxi competeixen en competicions internacionals de doma. Als Jocs Eqüestres Mundials de 2002, dos andalusos van formar part de la selecció espanyola de doma de bronze, equip que va aconseguir la medalla de plata als Jocs Olímpics d'estiu de 2004. Al segle xxi, la raça s'està criant cada cop més selectivament per augmentar l'aptitud en la doma clàssica. Històricament, però, també s'han fet servir com a cavalls de raça, especialment indicats per treballar amb bous ibèrics, coneguts pel seu temperament agressiu. Eren, i encara són, coneguts pel seu ús en la tauromàquia. Les egües s'utilitzaven tradicionalment per a la trilla, el procés espanyol de batre del gra practicat fins als anys seixanta. Les egües, algunes embarassades o amb poltres al costat, passaven dies sencers trotant sobre el gra. A més de ser una pràctica de conreu tradicional, també va servir com a prova de resistència, duresa i voluntat per a les línies maternes andaluses.
Els andalusos d'avui també s'empren per als salts d'obstacles, i altres esdeveniments d'espectacles de cavalls. L'actual Traveller, la mascota de la Universitat del Sud de Califòrnia, és un andalús. L'aspecte dramàtic del cavall andalús, amb el seu coll arquejat, complexió musculosa i caminar enèrgic, l'ha convertit en una raça popular per utilitzar-la al cinema, especialment en històries èpiques i fantàstiques. Els andalusos han estat presents en pel·lícules que van des de Gladiator fins a Entrevista amb el vampir, i de Lara Croft Tomb Raider: The Cradle of Life fins a Braveheart. Els cavalls també s'han vist en èpiques fantàstiques com la trilogia cinematogràfica El Senyor dels Anells, King Arthur i Les Cròniques de Nàrnia: El lleó, la bruixa i l'armari. El 2006, un semental andalús de cria, muntat pel conquistador espanyol Don Juan de Oñate, va ser recreat com l'equí de bronze més gran del món. Mesura 36 peus (11 m) alt, l'estàtua es troba actualment a El Paso, Texas.